# Štefan Lindeman
Štefan Lindeman (rođen 30. septembra 1980 u Erfurtu, Nemačka) je nemački klizač u umetničkom klizanju.
Štefan Lindeman je počeo da kliže sa 4 godine, u Erfurtu u lokalnom klizačkom klubu. Kada je napunio 12 godina, želja mu je bila da napusti klizanje i preorijentiše se na hokej na ledu, ali ga je majka odvratila od te namere. Njegov trener je Ilona Šindler. Posle završene skole, dobio je sponzora Bundesver. On trenutno i radi tamo.
Od svoje 14. godine, davne 1995, Štefan Lindeman je imao svoje prvo uspešno pojavljivanje na internacionalnoj klizačkoj sceni osvojivši četvrto mesto na juniorskom svetskom šampionatu. Godine 1996. bio je 12. na nemačkom nacionalnom takmičenju, ali već 1997. godine osvojio je 4. mesto, 1999. je bio drugi, a 2000. postao je prvi put nemački šampion. U 2000. godini senzacionalno i začuđujuće je osvojio prvo mesto i zlatnu medalju na Juniorskom Svetskom šampionatu. On je postao prvi, ikada, Juniorski šampion za Nemačku nacionalnu klizačku organizaciju.
Kasnije te godine, imao je tu nesreću da dobije nezgodnu povredu kolena (ligament mu je bio iščašen na desnom kolenu) na takmičenju Šparkasen kup.
Godine 2004. vratio se na velika vrata u klizački svet, kada je postao nemački nacionalni šampion i kada je osvojio bronzanu medalju na Svetskom šampionatu u Dortmundu. 2005. godine osvojio je bronzu na Evropskom šampionatu. Ali iste godine imao je tu nesreću da je pao na svim mogućim važnijim skokovima u svom kratkom programu. Konačno, završio je na 12. mestu na Svetskom prvenstvu, zahvaljujući veoma snažnom slobodnom programu, koji je, srećom, ovog puta uspešno odigrao. 
U svakom slučaju, Štefan Lindeman je najuspešniji nemački klizač u umetničkom klizanju još od Norberta Šrama, koji je osvojio srebro 1982. i 1983. na Svetskom šampionatu.

## REZULTATI

### Sezona 1999/2000
- Prvo mesto na Nemačkom šampionatu
- Prvo mesto na Juniorskom Svetskom šampionatu
- Prvo mesto “Slovenija kup”
- 8 mesto na Evropskom šampionatu
- 14 mesto na Svetskom šampionatu

### Sezona 2000/2001
- 18 mesto na Svetskom šampionatu
- povreda na Sparkassen Kup-u

### Sezona 2001/2002
- Prvo mesto na Nemačkom šampionatu
- 12 mesto na Evropskom šampionatu

### Sezona 2002/2003
- Drugo mesto na Memorijalnom takmičenju “Ondrej Nepala “
- 12 mesto na Evropskom šampionatu

### Sezona 2003/2004
- Treće mesto na Svetsom šampionatu
- Prvo mesto na Nemačkom šampionatu
- Prvo mesto na Bofrost Kup-u
- Drugi na Memorijalnom takmičenju “Ondrej Nepela”
- 5 mesto na Evropskom šampionatu

### Sezona 2004/2005
- 3 mesto na Evropskom šampionatu
- Prvo mesto na Nemačkom šampionatu
- Prvo mesto na Memorijalnom takmičenju “Ondrej Nepela”
- Treće mesto na Kupu Kine (Peking)
- Šesto mesto na takmičenju “Skate Canada”
- Deveto mesto na takmičenju “Skate America”
- 12 na Svetskom šampionatu

### Sezona 2005/2006
- Prvo mesto na takmičenju “Nebelhorn Trophy” u Oberstdorf-u
- Četvrto mesto u Kupu Rusije u Sankt Peterburg
- 11 mesto na “NHK Trophy” u Osaka, Japan
- Prvo mesto na Nemačkom nacionalnom šampionatu 2006 Berlin
- 12 mesto na Evropskom šampionatu 2006 u Lion-u, Francuska
- Nije učestvovao na Svetskom u Kalgariju Kanada

### Sezona 2006/2007
- Prvo mesto na Nemačkom nacionalnom takmičenju
- 11 na evropskom prvenstvu u Varšavi
- 12 na svetskom prvenstvu u Tokiju